# دانیس تانویچ
دانیس تانوویچ (به بوسنیایی: Danis Tanović) (زاده ۲۰ فوریه ۱۹۶۹) کارگردان و فیلم‌نامه‌نویس اهل بوسنی و هرزگوین است.
تانُویچ بیشتر به‌خاطر فیلم‌نامه‌نویسی و کارگردانی فیلم برنده جایزه اسکار سرزمین هیچ‌کس (۲۰۰۱) شناخته شده‌است. او همچنین عضو هیئت داوران جشنواره فیلم کن ۲۰۰۳ بود.

## زندگی و حرفه
دانیس تانوویچ در شهر زنیتسا واقع در مرکز بوسنی از والدین بوسنیایی زاده شد. او در سارایوو بزرگ شد و تحصیلات پایه و تکمیلی‌اش را در این شهر گذراند. او به مدرسه عالی موسیقی در دانشگاه سارایوو رفت و ساز پیانو را برای نواختن برگزید. او سپس تصمیم گرفت در آکادمی هنرهای نمایشی سارایوو تحصیل کند، هرچند به علت محاصره سارایوو، در سال ۱۹۹۲ از ادامه تحصیلاتش بازماند. او در طول جنگ بوسنی، به گروه فیلم‌برداری ارتش پیوست و همراه آنان به مناطق خطرناک جنگی گسیل شد. تولیدات تانوویچ و گروه همراهش در بسیاری از فیلم‌ها و گزارش‌های خبری ویژه محاصره سارایوو و جنگ بوسنی مورد بهره‌برداری قرار گرفت. او سرانجام پس از دو سال همکاری با این گروه در سال ۱۹۹۴ از آنان جدا شد.
یک سال بعد او دوباره تصمیم گرفت تحصیلاتش را از سربگیرد، تانوویچ اینبار بروکسل را انتخاب کرد و در سال ۱۹۹۷ با بهترین نمرات دانش‌آموخته شد. او در طول تحصیل چندین فیلم مستند انتقادی تحسین‌آمیز ساخت. پس از مدتی، پروژه نخستین فیلم بلندش را با عنوان سرزمین هیچ‌کس آغاز کرد و در سال ۲۰۰۱ آن را به پایان رساند. این فیلم در همان سال در جشنواره فیلم کن به نمایش درآمد و موفق به دریافت جایزه بهترین فیلم‌نامه شد. موفقیت‌های فیلم ادامه داشت، که مهمترین آن کسب جایزه اسکار بهترین فیلم غیرانگلیسی‌زبان در همان سال بود. فیلم سرزمین هیچ‌کس در مجموع ۴۲ جایزه به‌دست آورد که مهمترین آنها عبارتند از جایزه آکادمی فیلم اروپایی برای بهترین فیلم‌نامه، جایزه سزار برای بهترین فیلم بلند نخست در سال ۲۰۰۱ و جایزه گلدن گلوب برای بهترین فیلم غیرانگلیسی‌زبان در سال ۲۰۰۲.
تانوویچ دارای دو ملیت بوسنیایی و بلژیکی است و هم‌اکنون همراه با همسر و پنج فرزندش در سارایوو زندگی می‌کند. او تا سال ۲۰۰۷ مدتی را در پاریس گذراند.
سیرک کلمبیا (۲۰۱۰)یکی دیگر از فیلمهای او ، به‌عنوان نماینده بوسنی و هرزگوین برای شرکت در بخش بهترین فیلم غیرانگلیسی‌زبان هشتاد و سومین دوره اسکار برگزیده شد.
یکی از موفق‌ترین آثار او، فیلم «داستان کوتاه از زندگی یک آهن‌فروش» محصول سال ۲۰۱۳ است که در شصت و سومین دوره جشنواره فیلم برلین توانست دو خرس نقره‌ای برای بهترین بازیگر مرد و جایزه بزرگ داوران را از آن خود کند.

## فیلم‌شناسی

### کارگردان
- تابستان دیرهنگام من (۲۰۲۴)
- ماجرای همسایگی نه چندان دوستانه (۲۰۲۱)
- قتل‌های کارت‌پستالی (۲۰۲۰)
- مرگ در سارایوو (۲۰۱۶)
- دروغ سفید (۲۰۱۴)
- اپیزودی از زندگی یک آهن‌جمع‌کن (۲۰۱۳)
- چمدان (کوتاه) (۲۰۱۱)
- سیرک کلمبیا (۲۰۱۰)
- تریاژ (۲۰۰۹)
- جهنم (۲۰۰۵)
- ۱۱'۹''۰۱ ۱۱ سپتامبر (۲۰۰۳)
- سرزمین هیچ‌کس (۲۰۰۱)
- بیداری (۱۹۹۹)
- طلوع (۱۹۹۶) - (و فیلمبردار)
- چهره هنرمند در جنگ (۱۹۹۴)

### نویسنده
- تابستان دیرهنگام من (۲۰۲۴)
- ماجرای همسایگی نه چندان دوستانه (۲۰۲۱)
- مرگ در سارایوو (۲۰۱۶)
- دروغ سفید (۲۰۱۴)
- اپیزودی از زندگی یک آهن‌جمع‌کن (۲۰۱۳)
- ۱۱'۹''۰۱ ۱۱ سپتامبر (۲۰۰۲)
- سرزمین هیچکس (۲۰۰۱) - (و آهنگساز)
- بیداری (۱۹۹۹)